# Die Fremde (2010)
Die Fremde ist ein Filmdrama aus dem Jahr 2010 von Feo Aladağ mit Sibel Kekilli in der Titelrolle. Der Film feierte am 13. Februar 2010 seine Welturaufführung im Rahmen der Internationalen Filmfestspiele Berlin und wurde hiernach international ausgezeichnet.
Der Film startete im März 2010 im Majestic Filmverleih. Die Fremde war der deutsche Kandidat im Rennen um eine Oscarnominierung als bester fremdsprachiger Film, gelangte aber nicht in die engere Auswahl. „Der Film behandelt auf höchst dramatische und subtile Weise den Kampf einer jungen deutsch-türkischen Mutter um ihre Selbstbestimmung in zwei Wertesystemen“, urteilte die Jury. Dabei nimmt er eine innerliche, intime Perspektive ein.

## Handlung
Die in Berlin geborene Umay verlässt im Alter von 25 in Istanbul ihren Mann Kemal, um mit ihrem kleinen Sohn Cem wieder ein gewaltfreies Leben in Deutschland zu führen. Schwanger mit einem zweiten Kind, entscheidet sich Umay für eine Abtreibung. Sie geht davon aus, dass ihre dort lebende Familie sie unterstützen wird. Die Familie ist zunächst über ihren Besuch erfreut. Doch die Familie, tradierten Konventionen verhaftet, betrachtet ihre Flucht nach Deutschland als Schande. Umay widersetzt sich der Forderung, zu ihrem Ehemann zurückzukehren, und nimmt eine Arbeit in einem gastronomischen Betrieb an.
Umays Vater Kader telefoniert mit Kemal, doch dieser will die „Deutschländer-Hure“ nicht zurückhaben, sehr wohl aber seinen Sohn Cem. Durch Zufall erfährt sie vom Plan der Familie, Cem ohne sie nach Istanbul zu schicken. Sie beschließt zu fliehen. Da die Wohnungstür verschlossen ist, verständigt Umay die Polizei und kommt mit Cem in einem Frauenhaus unter. So schafft sich Umay unabhängig von der Familie ein eigenständiges Leben für sich und ihr Kind.
Nachdem ihr älterer Bruder erfährt, dass sie in einem Frauenhaus lebt, bezieht sie Quartier bei ihrer Freundin Atife. Umay verliebt sich in ihren Kollegen Stipe und bezieht eine eigene Wohnung. Nebenbei versucht sie ihren Schulabschluss nachzuholen.
Die Familie gerät durch sie in eine schwierige Lage. Umays Brüder müssen sich von anderen jungen Türken abfällige Bemerkungen anhören. Die Verlobung der jüngeren Schwester Rana wird aufgelöst, weil über Umays Familie in der türkischen Gemeinde geredet wird. Rana ist darüber entsetzt, da sie schwanger ist. Die Familie rettet die Heirat, indem sie den Brautpreis erhöht. Aus dem Verlangen heraus, bei dem wichtigen Familienereignis dabei zu sein, erscheint Umay bei der Hochzeit und wird hinausgeworfen.
Umay versucht auch weiterhin vergeblich, Kontakt zu ihren Eltern aufzunehmen. Ihre Arbeitgeberin Gül hat Mitgefühl mit ihr und versucht, zwischen ihr und den Eltern zu vermitteln, jedoch ohne Erfolg. Der herzkranke Vater weist sie ab und schaut Umay durch das Fenster hinterher. Er sieht sie mit ihrem neuen Freund Stipe. Er findet, dass sie erneut gegen traditionelle Lebensentwürfe handelt und deswegen die Wiederversöhnung mit Ehemann Kemal in noch weitere Ferne rückt.
Später versucht die Familie, Cem zu entführen, was Umay im letzten Augenblick vereiteln kann. Schließlich redet der Vater mit seinen Söhnen – möglicherweise über den letzten Ausweg, die Ehre der Familie durch die Ermordung Umays wiederherzustellen. Doch innerlich ob seiner Lage zerrissen, erleidet er einen Herzinfarkt. Am Krankenbett bittet er Umay um Verzeihung und fordert sie dann auf zu gehen.
Als Umay das Krankenhaus wieder verlässt und mit Cem eine Straße entlanggeht, taucht ihr jüngerer Bruder Acar bei ihr auf, welcher eine Pistole auf sie richtet. Sie sehen sich ins Gesicht, er lässt die Waffe fallen und rennt davon. Umay nimmt ihren Sohn auf den Arm. Da erscheint hinter Umay ihr älterer Bruder Mehmet mit einem Messer und sticht zu. Weil Umay sich in diesem Augenblick zu Mehmet dreht, trifft das Messer Cem, der daran stirbt.

## Über das Werk

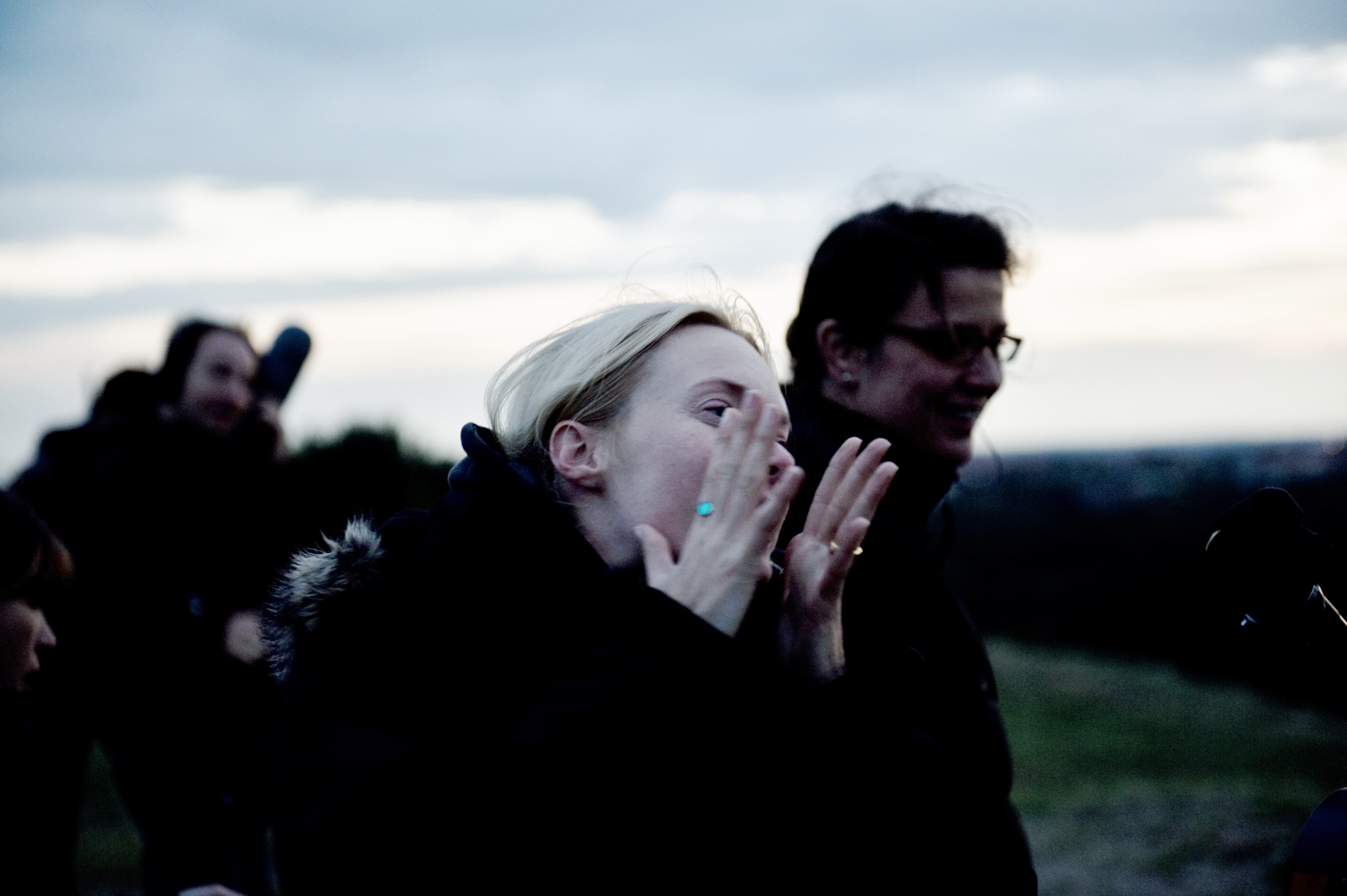
Am Set von „Die Fremde“

Die Filmförderung des Bundes wählte das Filmprojekt Die Fremde 2007 für die höchste zu vergebende Fördersumme von 250.000 Euro aus.
Aladağ kam auf das Thema bei ihren Recherchen für eine Amnesty-International-Kampagne gegen Gewalt an Frauen. Als Inspiration galten Aladağ bekannte Ehrenmord-Fälle, unter anderem der von Hatun Sürücü, welcher der Handlung des Films stark ähnelt.
Dass Umay, statt sich von ihrer Familie fernzuhalten, auf der Hochzeit ihrer Schwester auftaucht, bezeichnete die Regisseurin als „total unvernünftig“. Beim Dreh dieser Szene in einem Saal in Neukölln sei es sehr heiß gewesen, und die 300 Statisten wollten nach Hause. Kekilis Rede habe viele von ihnen dann so berührt, dass sie ihr spontan Taschentücher hingehalten hätten.
Die Dreharbeiten wurden im Oktober 2008 abgeschlossen.

## Kritik
Die deutschsprachige Kritik begegnete der schauspielerischen Leistung von Sibel Kekilli mit Anerkennung. Der „großartig gespielte“ Film bringe die Wiederkehr einer als Schauspielerin gereiften Kekilli. Sie habe nach Gegen die Wand im deutschen Film kaum und wenn, dann nur unwürdige Rollen erhalten. In der zweiten großen Rolle ihres Lebens spiele „diese große Fremde des deutschen Films wie keine zweite“, „überzeugend und mitreissend“ oder „überwältigend“. Das Werk sei ein „wuchtiges Melodrama“, „spannend und aufreibend“, seine Erzählweise „direkt und energisch“.
Teils hielten es die Kritiker für offen, ob der Film einen Beitrag zur Debatte um Ehrenmorde in türkischen Familien in Deutschland sein könne, doch das Potenzial dazu habe er. Angesichts dieser Debatte sei ein Spielfilm „überfällig“ gewesen. Er zeige eine Welt „integrierter“ Türken ohne Islamisten oder Schleier, vorurteilsfrei und ohne Klischees. Entgegen der Gefahr von Klischees und erstickender politischer Korrektheit zeige der Film die Zerrissenheit der Figuren, insbesondere des Vaters, nur der ältere Bruder sei „eindimensional“ geraten. „Bei aller gesellschaftlichen Brisanz ist ihr aber vor allem ein aufwühlendes, erstaunlich differenziertes, genau erzähltes Drama gelungen, das einfache Schuldzuweisungen vermeidet“, meinte der Welt-Kritiker Thomas Abeltshauser. Der Schluss des Films sei geeignet, „auch den letzten Ewiggestrigen“ zu überzeugen.
Spiegel-Kritiker Christian Buß sah in Die Fremde eine Neuauflage von Effi Briest, denn die gezeigte Familie zerbreche am Druck von außen. Die Figuren, einschließlich der Täter, seien Zwangsläufigkeiten unterworfen. Die „perfide Paradoxie des Prinzips Ehrenmord“ habe Aladağ klug herausgearbeitet. Matthias Dell von epd Film erkannte zwar an, dass die Regisseurin den Klischees, mit denen das Thema Ehrenmord in den deutschen Medien behandelt werde, entgehen wolle, bemängelte aber, dass sie dem Bild der unterdrückten Türkin ein anderes Klischee entgegenstelle: ein „vage[s] Glücksgefühl, wie man es aus der Werbung kennt.“ So scheitere sie daran, dass die Szenen mit dem deutschen Mann banal wirkten, während dem älteren, harten Bruder das Gefühl fehle und man ihm keine Zerrissenheit anmerke. Die Neue Zürcher Zeitung stellte eine kleine Schwäche des Films darin fest, dass „im Bemühen um politische Korrektheit die Nachvollziehbarkeit des Unfassbaren […] bisweilen etwas leidet“. Für Alexandra Seitz von Ray ist das Drama thematisch überfrachtet und der Stoff „kolportagehaft arrangiert“.

## Auszeichnungen
- Deutscher Filmpreis 2010: Preis für Sibel Kekilli als Beste Hauptdarstellerin und Filmpreis in Bronze für den Film. Nominierungen für die Beste Regie und das Beste Drehbuch (beide Feo Aladağ), den Besten Nebendarsteller (Settar Tanriögen) und den Besten Schnitt (Andrea Mertens).
- Beim Preis der deutschen Filmkritik 2010 gewann Die Fremde in den Kategorien Bester Film, Bestes Spielfilmdebüt und Bestes Drehbuch (jeweils Feo Aladağ), Beste Darstellerin (Sibel Kekilli), Beste Kamera (Judith Kaufmann), Bester Schnitt (Andrea Mertens) und Beste Musik (Max Richter und Stéphane Moucha).
- Der Film war der deutsche Beitrag im Rennen um den Oscar für den besten nicht englischsprachigen Film 2011.
- Die Deutsche Film- und Medienbewertung verlieh dem Film das Prädikat „besonders wertvoll“.[13]
- 2010: Internationale Filmfestspiele Berlin – Europa Cinemas Label für Die Fremde
- 2010: Tribeca Film Festival – Bester Film für Die Fremde
- 2010: Lux-Filmpreis des Europäischen Parlaments als Bester europäischer Film für Die Fremde
- 2010: New Faces Award als Bester Debütfilm für Die Fremde
- 2010: Créteil Womens Film Festival – Publikumspreis – Bester Film für Die Fremde
- 2010: Kirchliches Filmfestival Recklinghausen – Bester Film für Die Fremde
- 2010: Calgary International Film Festival – Bester internationaler Spielfilm für Die Fremde
- 2010: Flanders International Film Festival – Publikumspreis – Bester Film für Die Fremde
- 2010: Panorama of European Cinema – Bester Film für Die Fremde
- 2010: São Paulo International Film Festival – Bester Film für Die Fremde
- 2010: Fort Lauderdale International Film Festival – Bester Film für Die Fremde
- 2010: International Film Festival Marrakech – Best Performance for the Entire Cast Award für Die Fremde
- 2010: Victoria Film Festival – Bester Film für Die Fremde
- 2011: DIVA – Deutscher Entertainment Preis in der Kategorie Beste Regie für Die Fremde
- 2011: Premiers Plans Film Festival – Publikumspreis
- 2011: Die Goldene Zwiebel Esslingen in der Kategorie Bestes Debüt für Die Fremde
- 2011: Deutscher Regiepreis Metropolis in der Kategorie Beste Regie Nachwuchsfilm für Die Fremde
- 2011: Kazan International festival of muslim cinema – Special Award
- 2011: Erasmus EuroMedia Awards – Medal of excellence for fictional production, Seal of Quality
- 2011: Prix CinéFemme – Grand Prix für Die Fremde
- 2011: Bangalore International Film Festival – Beste Regie für Die Fremde
- 2012: Panazorean International Film Festival – Grand Prize für Die Fremde

### Gespräche
- Mit Feo Aladağ in der taz vom 15. Februar 2010, S. 26: „Ich wollte nicht stigmatisieren“
- Mit Sibel Kekilli in Ray, Nr. 3/2010, S. 90–94: Ich bin eine deutsche Schauspielerin mit türkischem Hintergrund

### Kritikenspiegel
Positiv
- Cinema Nr. 3/2010, S. 54, Kurzkritik von Heiko Rosner: Die Fremde
- film-dienst Nr. 5/2010, S. 24, von Julia Teichmann: Die Fremde
- Spiegel Online, 10. März 2010, von Christian Buß: Schrecken, ganz ohne Schleier
- Die Welt, 15. Februar 2010, S. 25, von Thomas Abeltshauser: Sibel Kekillis Comeback

Eher positiv
- Neue Zürcher Zeitung, 8. Juli 2010, S. 53, Kurzkritik von G. Krebs: Die Fremde

Gemischt
- Ray, Nr. 3/2010, S. 54, von Alexandra Seitz: Die Fremde

Eher negativ
- epd Film Nr. 3/2010, S. 47, von Matthias Dell: Die Fremde